# 漢斯福德縣 (德克薩斯州)
漢斯福德縣（英語：Hansford County）位美国德克萨斯州北部狹地的一個縣，北鄰奧克拉荷馬州，面積2,384平方公里。根据2020年美國人口普查，共有人口5,285人。縣治斯佩爾曼（Spearman）。該縣成立於1876年8月21日，縣政府成立於1889年3月11日；縣名紀念德克萨斯共和国司法部長約翰·M·漢斯福德。